# رسيم (اسم)
رسيم هو اسم علم مذكر من أصل عربي، ومعناه هو الماء الجاري، العلامة المحافظ على القواعد المنضبط الممتثل للأوامر، والرسيم ضرب من سير الإبل.

## وصلات خارجية
- موسوعة السلطان قابوس لأسماء العرب نسخة محفوظة 5 أبريل 2019 على موقع واي باك مشين.